# Inga klugii
Inga klugii är en ärtväxtart som beskrevs av James Francis Macbride. Inga klugii ingår i släktet Inga och familjen ärtväxter. Inga underarter finns listade i Catalogue of Life.